# ザット! フィールズ・グッド!
『ザット! フィールズ・グッド!』 (That! Feels Good!)は、イギリスのシンガーソングライター、ジェシー・ウェアが2023年に発表した5枚目のスタジオ・アルバム。

## 解説
リードシングルの「パールズ」のリリースと同時にアルバムのリリースもアナウンスされた。マドンナ、ザ・キラーズなどを手がけたスチュアート・プライスがプロデューサーとして参加した。

## 収録曲
| #   | タイトル                                           | 作詞 | 作曲・編曲 |
| --- | -------------------------------------------------- | ---- | ---------- |
| 1.  | 「ザット! フィールズ・グッド!」(That! Feels Good!) |      |            |
| 2.  | 「フリー・ユアセルフ」(Free Yourself)              |      |            |
| 3.  | 「パールズ」(Pearls)                               |      |            |
| 4.  | 「ハロー・ラヴ」(Hello Love)                       |      |            |
| 5.  | 「ビギン・アゲイン」(Begin Again)                  |      |            |
| 6.  | 「ビューティフル・ピープル」(Beautiful People)     |      |            |
| 7.  | 「フリーク・ミー・ナウ」(Freak Me Now)             |      |            |
| 8.  | 「シェイク・ザ・ボトル」(Shake the Bottle)         |      |            |
| 9.  | 「ライトニング」(Lightning)                        |      |            |
| 10. | 「ジーズ・リップス」(These Lips)                   |      |            |